# Мамедов, Анар Эльханович
 Анар Эльханович Мамедов (род. 27 ноября 1985) — российский футболист и игрок в пляжный футбол.
Воспитанник ДЮСШ «Искра» Энгельс, в составе команды — с 2003 года. В 2005 году во втором дивизионе провёл 8 неполных игр, в шести из них выходил на замену за несколько минут до конца матча.
Перешёл в пляжный футбол, в 2009 году сыграл 4 матча, забил три гола в чемпионате России за команду «Бизнес-право» Саратов, играл за команду в Кубке России 2010 года. В 2011 году числился в составе команд «Крылья Советов» в чемпионате России и «Подводник» Ярославль в Кубке России. Играл в «Открытой бич-соккер лиге» 2013 года за «Ротор-Волгоград», сыграл пять матчей за «Дельту» Саратов в чемпионате России-2013.